# District de Kamrup Rural
Le district de Kamrup (Rural) (assamais : কামৰূপ জিলা) est un district  de l'état de l'Assam en Inde.

## Géographie
Sa superficie est de 3 105 km2. En 2011, sa population était de 1 517 542 habitants, en accroissement de 15,7% par an durant la décennie 2001-2011.